# Filip Kozina
Filip Kozina (ur. 1981 w Zagrzebiu) – chorwacki polonista. Do jego zainteresowań naukowych należą: współczesna literatura polska, recepcja literatury polskiej w Chorwacji oraz twórczość A.G. Matoša.

## Życiorys
W 1999 zapisał się na studia polonistyczne i kroatystyczne na Wydziale Filologicznym Uniwersytetu w Zagrzebiu. Dyplom uzyskał w 2005 z pracą pt. A.G. Matoš: Umjetnost i nacionalizam.
Pracę w Katedrze Języka i Literatury Polskiej na Wydziale Filologicznym na Uniwersytecie w Zagrzebiu rozpoczął w 2005 jako ‘nowicjusz’ i współpracownik przy dwóch naukowych projektach, od 2013 był na stanowisku starszego asystenta, a od 2016 pracuje jako docent.
Rozprawę doktorską pt. Srednja Europa u putopisima i esejima Andrzeja Stasiuka obronił w 2013. Kilkukrotnie przebywał na stażu naukowym w Polsce na Uniwersytecie Warszawskim i Uniwersytecie Jagiellońskim w Krakowie. W 2016 wygłosił referat pt. Antun Gustav Matoš jako piewca polskości na VI Światowym Kongresie Polonistów w Katowicach.

## Nauka i dydaktyka
Zajmuje się tłumaczeniami pisemnymi (teksty naukowe, literackie) i konferencyjnymi z języka polskiego, współpracuje z wydawnictwem „Našа djeca”.
Prowadzi kursy tłumaczeniowe i zajęcia dotyczące literatury polskiej.

## Wybrane publikacje
Artykuły i rozdziały w publikacjach
- F. Kozina: Prisutnost odsutnog: pamćenje povijesti u „Pripovijetkama za vrijeme preseljenja” Pawela Huellea. „Književna smotra” 2009, nr 1 (151), s. 119–130. ISSN 0455-0463, e-ISSN 2459-6329.
- F. Kozina, Đ. Čilić Škeljo: Literatura polska w Chorwacji: inicjatywy wydawnicze, instytucjonalne i prywatne (1990-2006). W: Literatura polska w świecie. Tom III: Obecności. Red. R. Cudak. Katowice: Wydawnictwo Gnome, 2010, s. 189–201. ISBN 978-83-87819-60-6.
- F. Kozina, Đ. Čilić Škeljo: Dlaczego Miłosz, a nie Brandys? W: Literatura polska w świecie. Tom IV: Oblicza światowości. Red. R. Cudak. Katowice: Wydawnictwo Gnome, 2012, s. 233–244. ISBN 978-83-63268-07-7.
- F. Kozina: Uznosita predodžba Srednje Europe Czesława Miłosza i Milana Kundere. „Književna smotra” 2013, nr 3–4 (169), s. 23–35. ISSN 0455-0463, e-ISSN 2459-6329.
- F. Kozina: Recepcja twórczości Andrzeja Stasiuka w Chorwacji. W: Literatura polska w świecie. Tom V: Mapowanie, opisy, interpretacje. Red. R. Cudak. Katowice: Wydawnictwo Gnome, 2014, s. 60–72. ISBN 978-83-63268-33-6.
- F. Kozina: Religijske teme i motivi u putopisima i esejima Andrzeja Stasiuka o Srednjoj Europi. W: Symbole władzy – władza symboli. Red. M. Dyras, B. Suchoń-Chmiel, T. Kwoka. Kraków: Wydawnictwo Scriptum, 2014, s. 77–88. ISBN 978-83-64028-62-5.
- F. Kozina: Osobni kontakti s Poljacima i poljska književnost u ostavštini A. G. Matoša. W: „Književna smotra” 2015, nr 2 (176), s. 163–173. ISSN 0455-0463, e-ISSN 2459-6329.
- F. Kozina: Gdje se nalazi Srednja Europa Andrzeja Stasiuka? W: Život mora biti djelo duha. Red. Z. Kovačević, I. Vidović Bolt. Zagreb: Disput, 2017, s. 195–203. ISBN 978-953-260-280-7.

Tłumaczenia z języka polskiego
- F. Kozina: Zbigniew Herbert, Kamen s katedrale [Kamień z katedry]. W: Zbigniew Herbert, Moć ukusa. Zagreb: Disput, 2009. ISBN 978-953-260-087-2 (esej w książce z wybranymi utworani Z. Herberta)
- F. Kozina: Maria Dąbrowska-Partyka, Hrvatska u Europi – Europa u Hrvatskoj. Prevrednovanja u okviru kanona hrvatske književnosti. [Chorwacja w Europie – Europa w Chorwacji. Przewartościowania w obrębie kanonu literatury chorwackiej]. W: „Književna republika” 2007, nr 10–12, s. 184–200. ISSN 1334-1057.
- F. Kozina: Patrycjusz Pająk, Filmska slicica iz života jedne gradske četvrti (Filmowy obrazek z życia pewnej dzielnicy). W: „Književna smotra” 2010, nr 155, s. 17–20. ISSN 0455-0463, e-ISSN 2459-6329.